# Houseboat
Houseboat (bra: Tentação Morena) é um filme estadunidense de 1958, do gênero comédia romântica, dirigido por Melville Shavelson.

## Sinopse
Tom é um viúvo que tenta compreender e criar seus três filhos. Ele recebe a inesperada ajuda de Cinzia, quando as crianças decidem que a querem como a nova governanta da casa. Mas eles nem desconfiam que na verdade, ela é uma socialite, que está tentando ficar longe do pai superprotetor.

## Elenco
- Cary Grant ...  Tom Winters
- Sophia Loren ...  Cinzia Zaccardi
- Martha Hyer ...  Carolyn Gibson
- Harry Guardino ...  Angelo Donatello
- Eduardo Ciannelli ...  Arturo Zaccardi
- Kathleen Freeman ... Fofoqueira da lavanderia (não creditada)